# Montplonne
Montplonne est une commune française située dans le département de la Meuse, en région Grand Est.

## Géographie
Le territoire de la commune est limitrophe de 8 communes.
| Combles-en-Barrois Brillon-en-Barrois | Bar-le-Duc Savonnières-devant-Bar | Longeville-en-Barrois |
| Bazincourt-sur-Saulx                  | Montplonne                        | Nant-le-Grand         |
| Lavincourt                            |                                   | Stainville            |

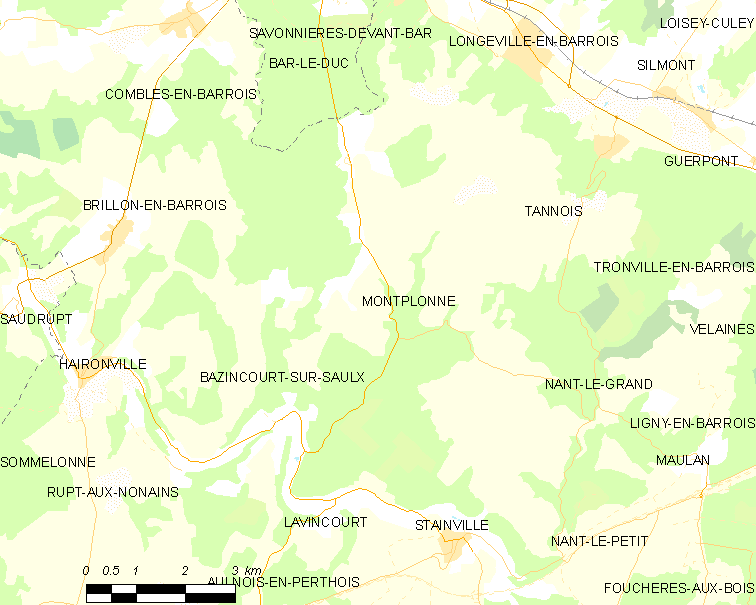
Carte de la commune.
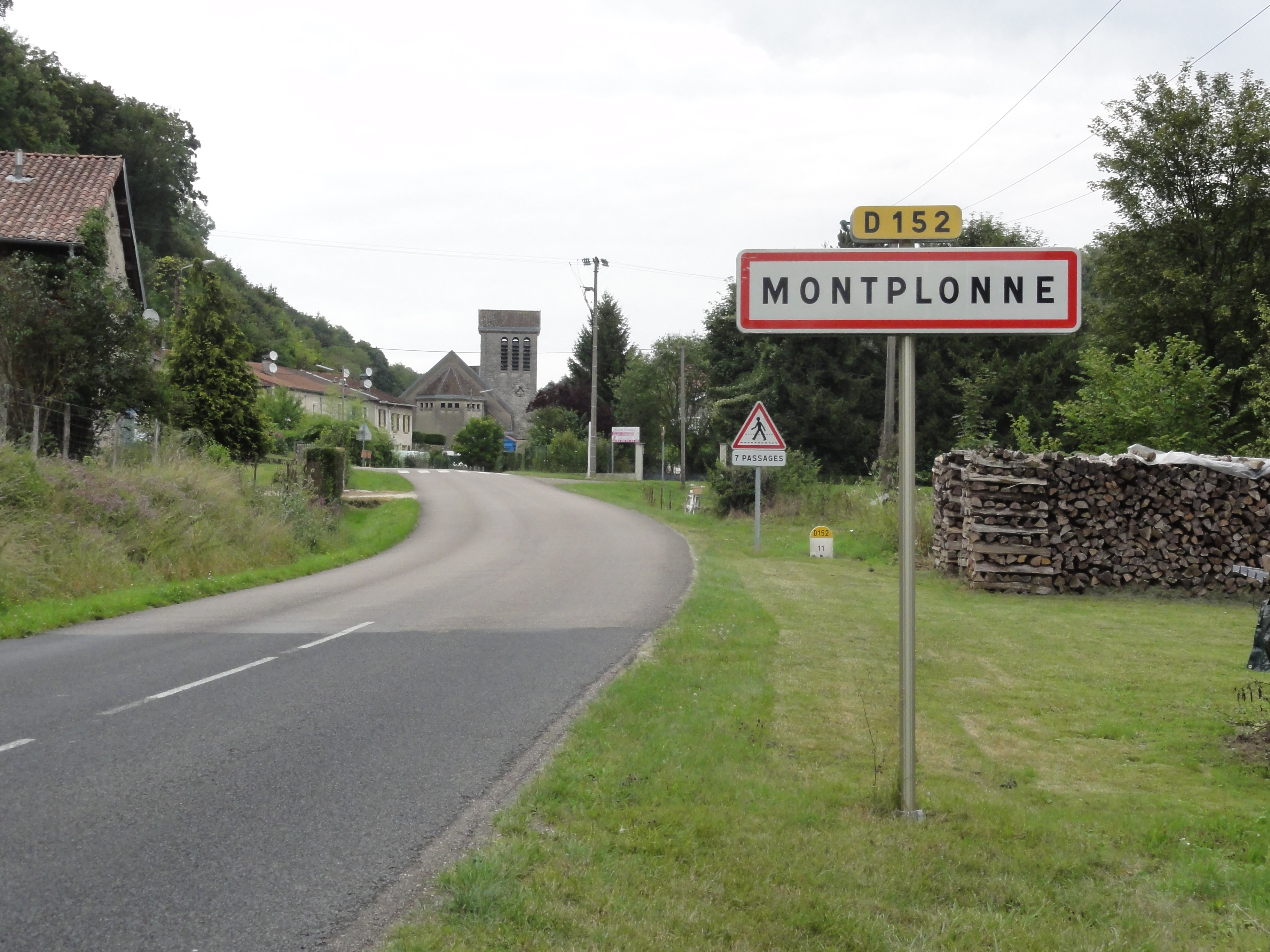
Entrée de Montplonne.
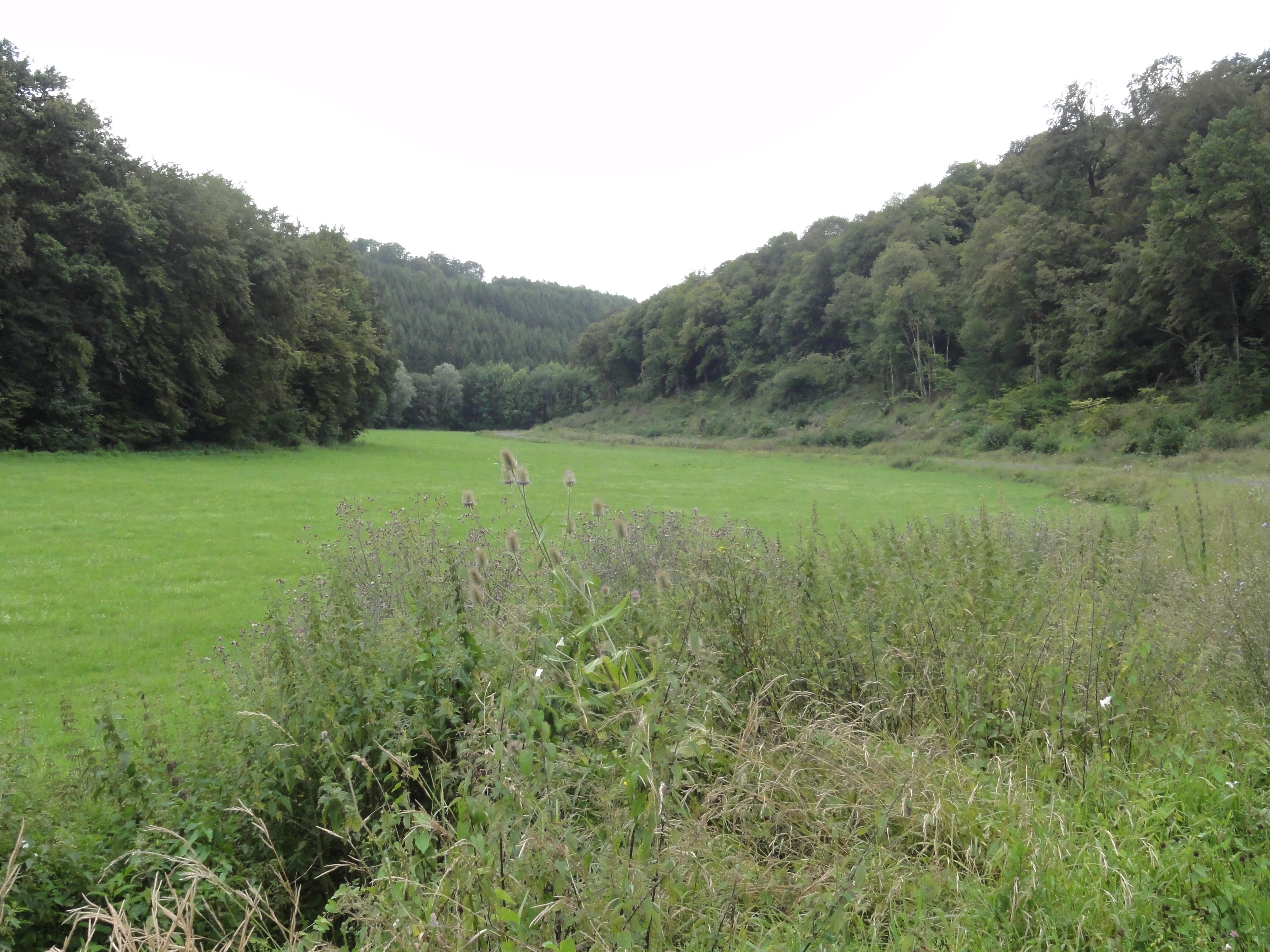
Paysage avec à gauche le bois de Girauhan, à droite le bois du Corrois.

### Hydrographie
La commune est dans la région hydrographique « la Seine de sa source au confluent de l'Oise (exclu) » au sein du bassin Seine-Normandie. Elle est drainée par le ruisseau de Montplonne,.

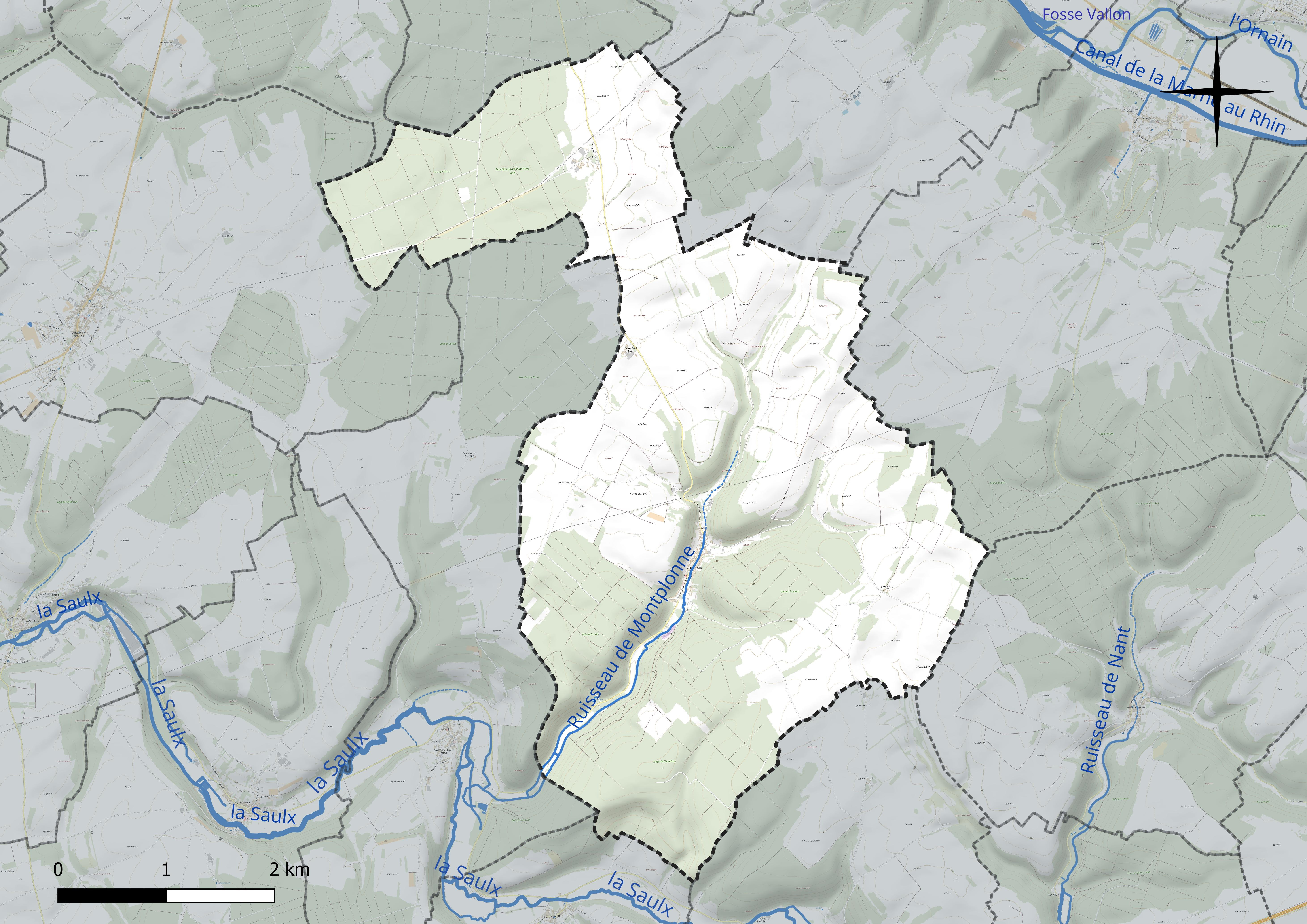
Réseau hydrographique de Montplonne.

### Climat
Pour des articles plus généraux, voir Climat du Grand Est et Climat de la Meuse.
En 2010, le climat de la commune est de type climat de montagne, selon une étude du Centre national de la recherche scientifique s'appuyant sur une série de données couvrant la période 1971-2000. En 2020, Météo-France publie une typologie des climats de la France métropolitaine dans laquelle la commune est exposée à un climat océanique altéré et est dans la région climatique  Lorraine, plateau de Langres, Morvan, caractérisée par un hiver rude (1,5 °C), des vents modérés et des brouillards fréquents en automne et hiver. 
Pour la période 1971-2000, la température annuelle moyenne est de 9,9 °C, avec une amplitude thermique annuelle de 15,9 °C. Le cumul annuel moyen de précipitations est de 1 052 mm, avec 14,2 jours de précipitations en janvier et 9,6 jours en juillet. Pour la période 1991-2020, la température moyenne annuelle observée sur la station météorologique de Météo-France la plus proche, « Behonne_sapc », sur la commune de Behonne à 11 km à vol d'oiseau, est de 11,0 °C et le cumul annuel moyen de précipitations est de 855,7 mm. 
La température maximale relevée sur cette station est de 40,4 °C, atteinte le 25 juillet 2019 ; la température minimale est de −16,4 °C, atteinte le 20 décembre 2009,,. 
Les paramètres climatiques de la commune ont été estimés pour le milieu du siècle (2041-2070) selon différents scénarios d'émission de gaz à effet de serre à partir des nouvelles projections climatiques de référence DRIAS-2020. Ils sont consultables sur un site dédié publié par Météo-France en novembre 2022.

## Urbanisme

### Typologie
Au 1er janvier 2024, Montplonne est catégorisée commune rurale à habitat dispersé, selon la nouvelle grille communale de densité à sept niveaux définie par l'Insee en 2022.
Elle est située hors unité urbaine. Par ailleurs la commune fait partie de l'aire d'attraction de Bar-le-Duc, dont elle est une commune de la couronne,. Cette aire, qui regroupe 86 communes, est catégorisée dans les aires de 50 000 à moins de 200 000 habitants,.

### Occupation des sols
L'occupation des sols de la commune, telle qu'elle ressort de la base de données européenne d’occupation biophysique des sols Corine Land Cover (CLC), est marquée par l'importance des territoires agricoles (52 % en 2018), une proportion sensiblement équivalente à celle de 1990 (51,6 %). La répartition détaillée en 2018 est la suivante : 
forêts (46,5 %), terres arables (45,8 %), prairies (6,1 %), milieux à végétation arbustive et/ou herbacée (1,5 %). L'évolution de l’occupation des sols de la commune et de ses infrastructures peut être observée sur les différentes représentations cartographiques du territoire : la carte de Cassini (XVIIIe siècle), la carte d'état-major (1820-1866) et les cartes ou photos aériennes de l'IGN pour la période actuelle (1950 à aujourd'hui).

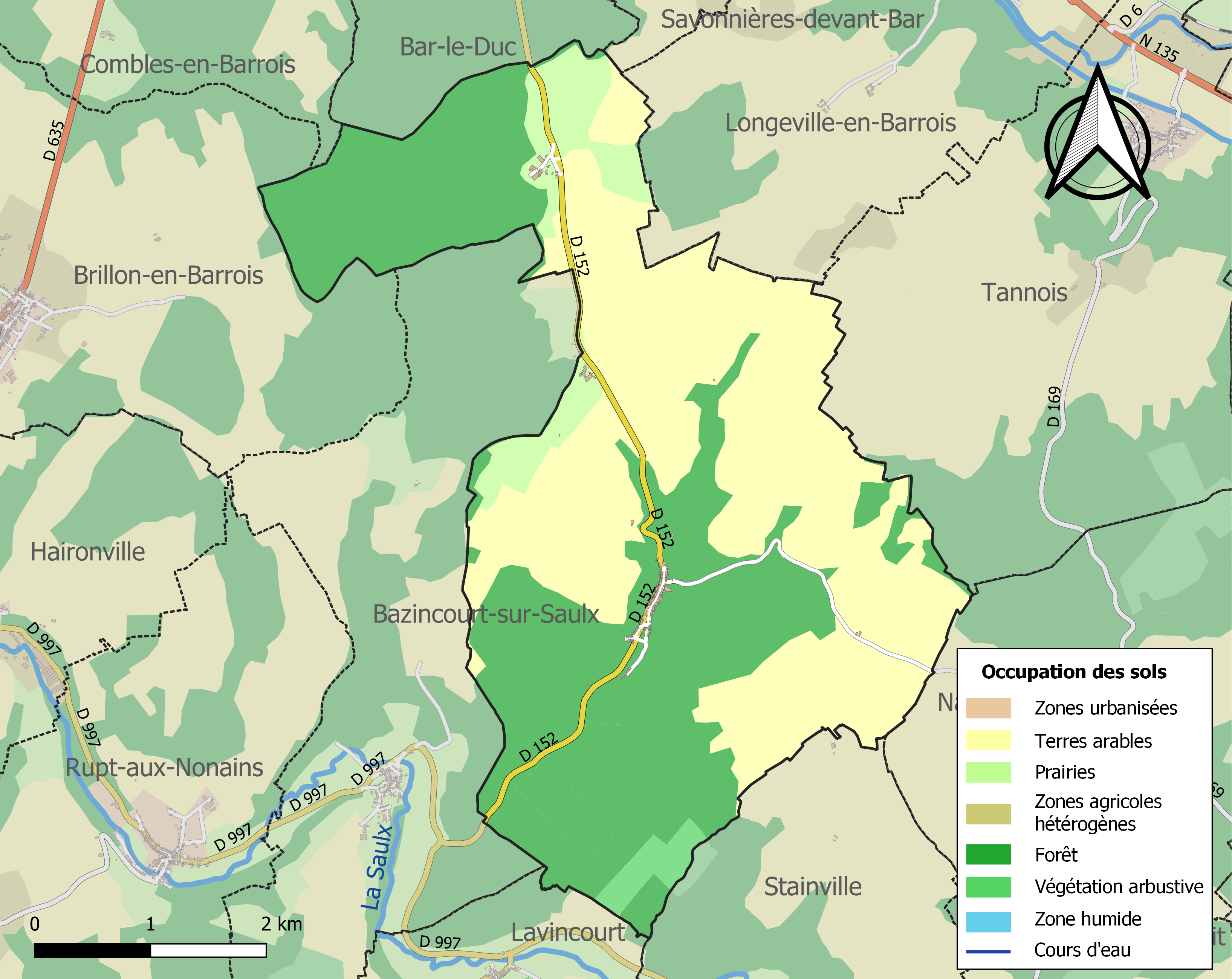
Carte des infrastructures et de l'occupation des sols de la commune en 2018 (CLC).

## Toponymie
Le nom de la localité est attesté sous les formes Monplont (964) ; Vemplona (xe siècle) ; Umplonum (1141) ; Wimplona (1152) ; Moupplone (1402) ; Monpelone (1700) ; Monplone (1711) ; Wemplona, Umplona (1736).

Village dénommé autrefois  « wentplonne » d'origine celtique, la finale -lonne désignant l'« eau », la source et le radical went signifiant la « vallée », faisant allusion au Ruisseau de Montplonne qui a sa source au-dessus de Montplonne et traverse le village et se jette dans la Saulx à Bazincourt-sur-Saulx.

Le village est en effet construit dans une vallée humide irriguée par de nombreuses sources se déversant dans le ruisseau le long duquel s'étirent les habitations.
Mais il reste un souvenir vivace de l'ancien nom, les habitants de Montplonne étant surnommés les Culs muches, en patois local les Culs humides, ou mouillés.[réf. nécessaire]

## Histoire
En 1940, lors de la bataille de France, durant la Seconde Guerre mondiale, le village est détruit à plus de 60%.

## Politique et administration
| Période                                  | Période  | Identité      | Étiquette | Qualité |
| ---------------------------------------- | -------- | ------------- | --------- | ------- |
| Les données manquantes sont à compléter. |          |               |           |         |
| avant 1995                               | ?        | Alain Rombi   |           |         |
| mai 2020                                 | En cours | Éric Villette |           | Cadre   |

## Population et société

### Démographie
L'évolution du nombre d'habitants est connue à travers les recensements de la population effectués dans la commune depuis 1793. Pour les communes de moins de 10 000 habitants, une enquête de recensement portant sur toute la population est réalisée tous les cinq ans, les populations de référence des années intermédiaires étant quant à elles estimées par interpolation ou extrapolation. Pour la commune, le premier recensement exhaustif entrant dans le cadre du nouveau dispositif a été réalisé en 2008.

En 2022, la commune comptait 137 habitants, en évolution de −2,14 % par rapport à 2016 (Meuse : −4,4 %, France hors Mayotte : +2,11 %).
| 1793 | 1800 | 1806 | 1821 | 1831 | 1836 | 1841 | 1846 | 1851 |
| ---- | ---- | ---- | ---- | ---- | ---- | ---- | ---- | ---- |
| 470  | 318  | 351  | 350  | 395  | 386  | 396  | 381  | 384  |

| 1856 | 1861 | 1866 | 1872 | 1876 | 1881 | 1886 | 1891 | 1896 |
| ---- | ---- | ---- | ---- | ---- | ---- | ---- | ---- | ---- |
| 362  | 337  | 380  | 315  | 286  | 304  | 305  | 290  | 284  |

| 1901 | 1906 | 1911 | 1921 | 1926 | 1931 | 1936 | 1946 | 1954 |
| ---- | ---- | ---- | ---- | ---- | ---- | ---- | ---- | ---- |
| 309  | 320  | 322  | 270  | 256  | 273  | 274  | 198  | 223  |

| 1962 | 1968 | 1982 | 1990 | 1999 | 2006 | 2008 | 2013 | 2018 |
| ---- | ---- | ---- | ---- | ---- | ---- | ---- | ---- | ---- |
| 225  | 250  | 181  | 160  | 161  | 163  | 163  | 147  | 143  |

| 2022 | - | - | - | - | - | - | - | - |
| ---- | - | - | - | - | - | - | - | - |
| 137  | - | - | - | - | - | - | - | - |

## Culture locale et patrimoine

### Lieux et monuments
- Église Saint-Nicolas et Saint-Rémy de Montplonne, reconstruite dans les années 1950 sur l'emplacement de l'édifice antérieur détruit en 1940 durant la Seconde Guerre mondiale. L'église initiale construite au XIIe siècle avait été reconstruite en 1823[16]. Dans l'enclos de l'église un calvaire.
- Oratoire Notre-Dame-d'Espérance.
- Des croix de chemin.
- Menhir de la Pierre l'Ogre, ou « Pierre de l'Ougre » à la limite des communes de Montplonne et Nant-le-Grand : classement par arrêté du 5 juillet 1924  Classé MH (1924)[22]. Sans doute plus une pierre de fin, une grosse borne en pierre qui délimitait le finage ou territoire d'un village. Nombreuses dans les campagnes de nos anciens, elles ne résistèrent pas toutes à la pression des remembrements.
- Le dolmen du Ruissart  Inscrit MH (2000)[23].
- Le menhir de "Champ l'Alouette"  Inscrit MH (2000)[24]
- Le menhir "Le Corrois"  Inscrit MH (2000)[25]
- Le mémorial de guerre de la ferme du chêne.

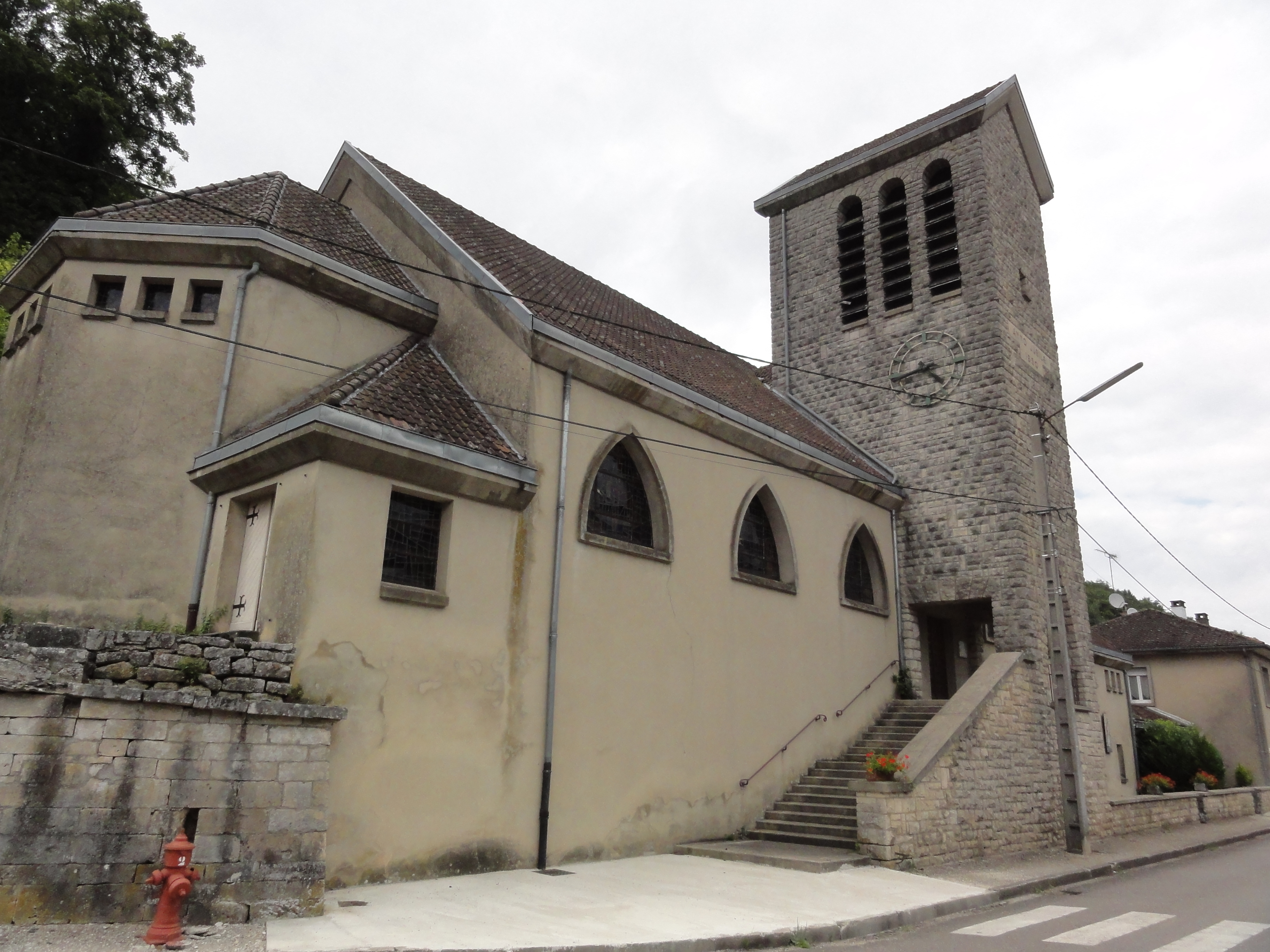
Église Saint-Nicolas et Saint-Rémy de Montplonne.
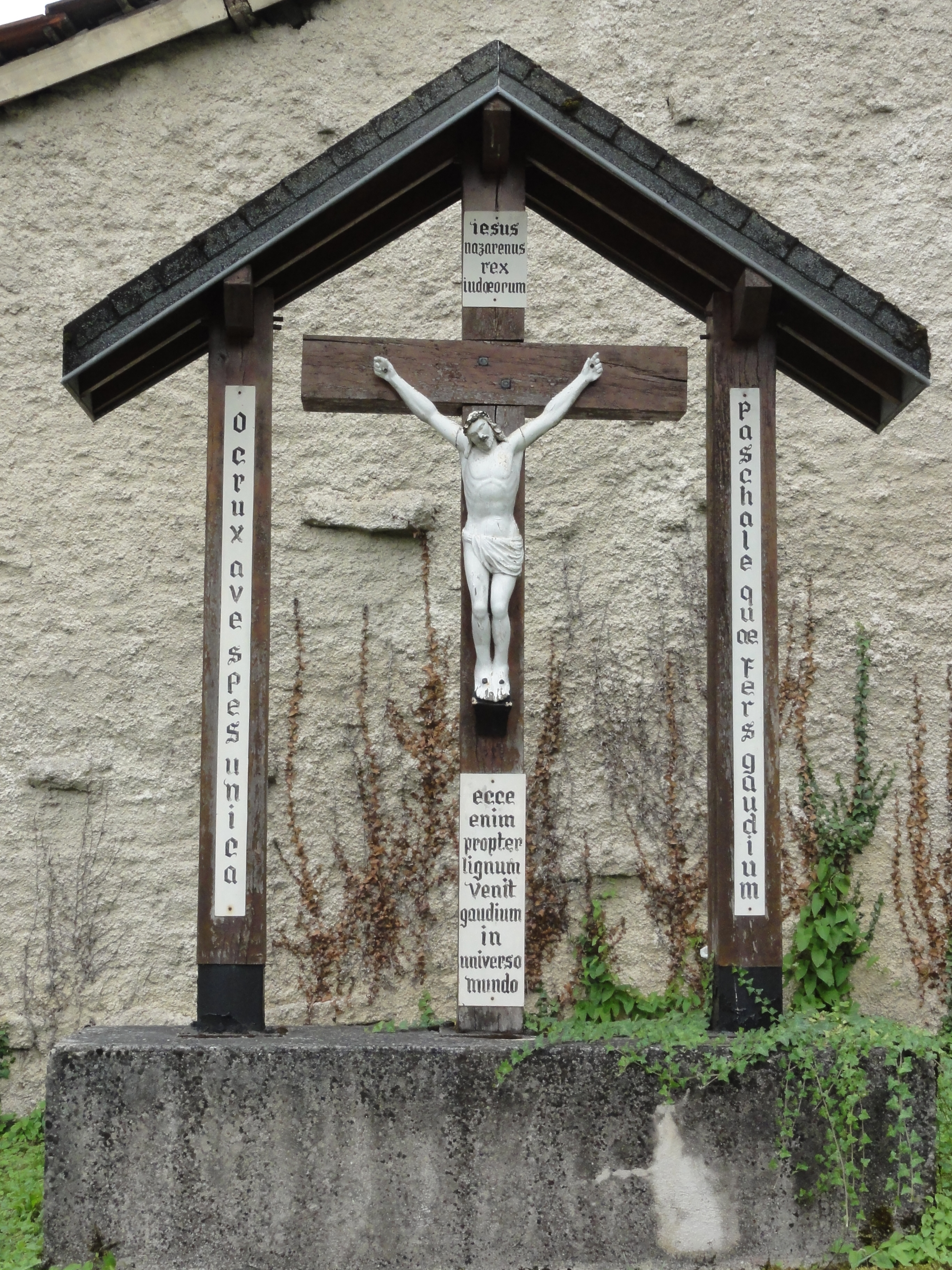
Calvaire de l'enclos de l'église.
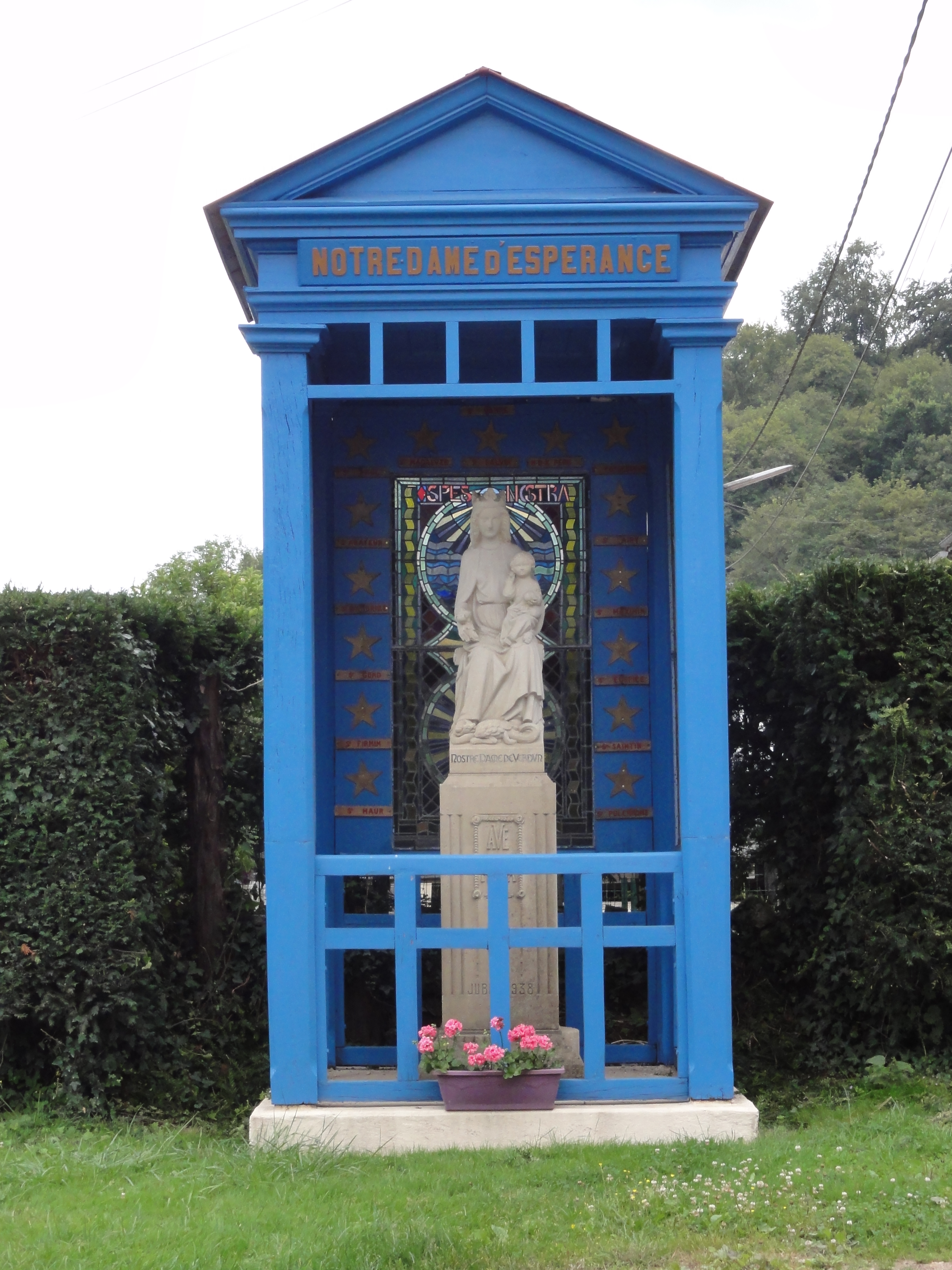
Oratoire Notre-Dame-d'Espérance.
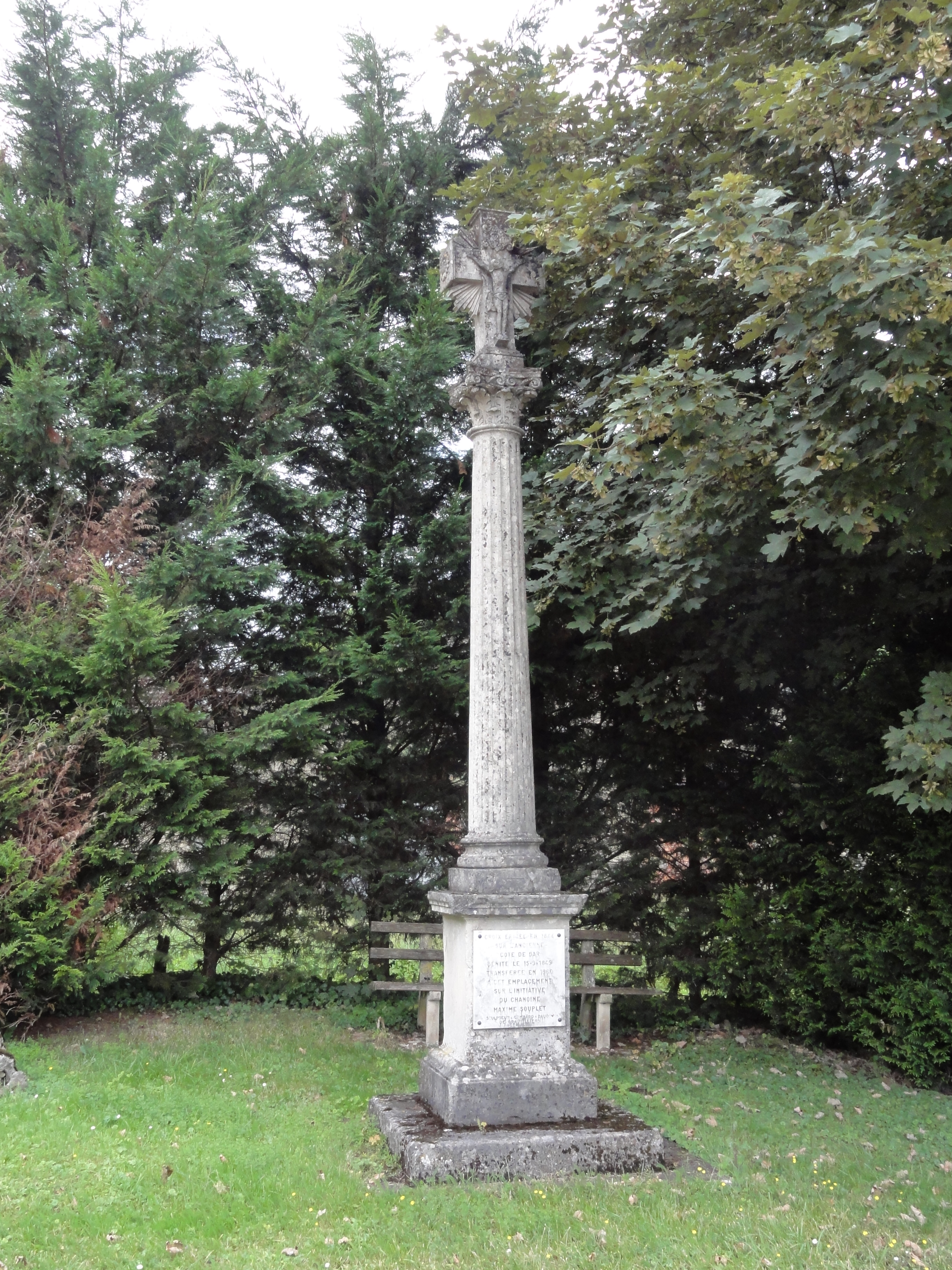
Croix de chemin de 1844.
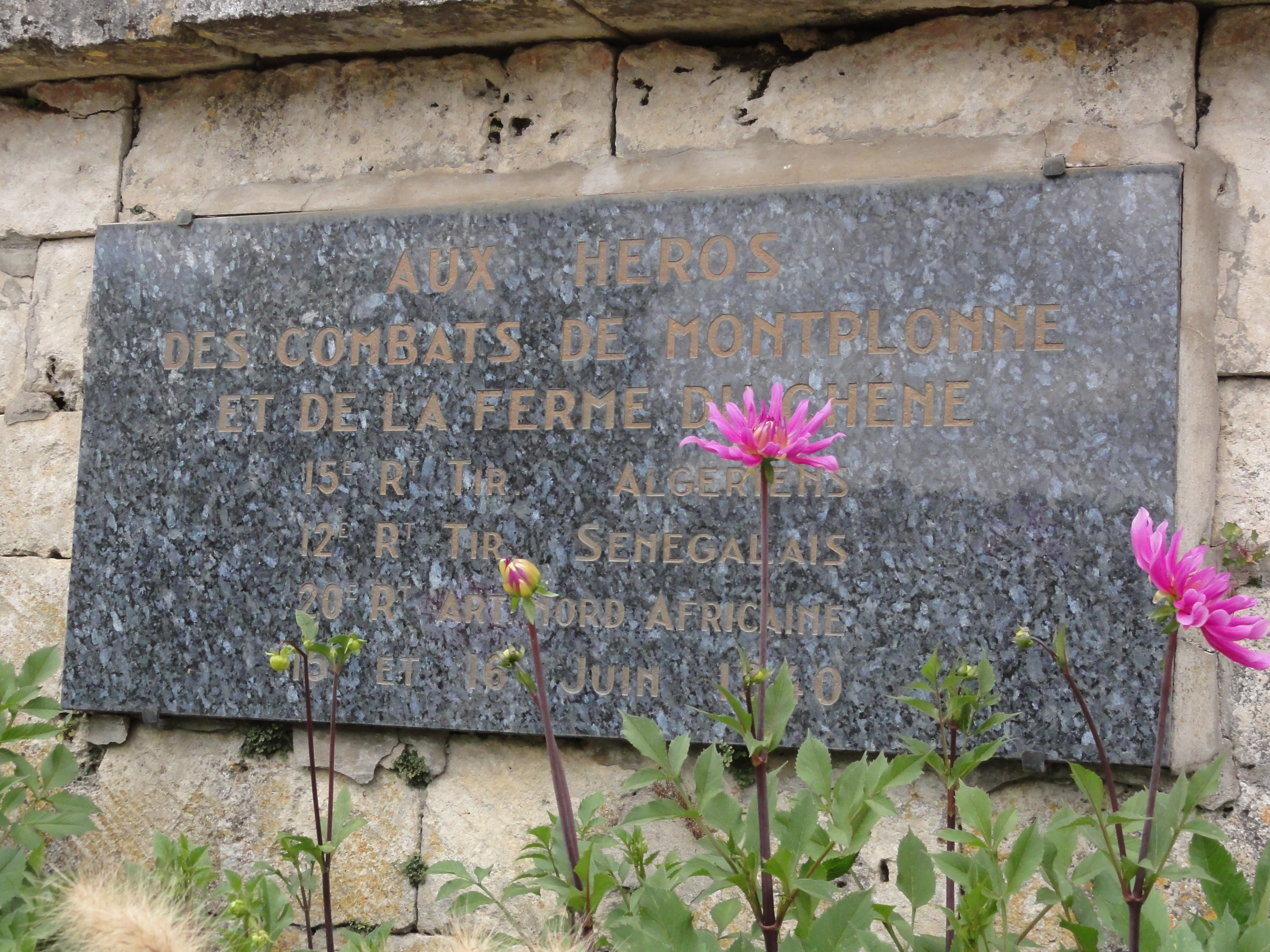
Mémorial de guerre de la ferme du chêne.

### Personnalités liées à la commune
- Chanoine Maxime Souplet (1893-1973).

### Héraldique, logotype et devise
| Blason de Montplonne | Blason  | D'azur au chevronnel ondé renversé d'or accompagné en chef d'une colombe d'argent tenant dans son bec une ampoule d'or, au chef du même chargé de deux vaches affrontées de gueules. |
| Blason de Montplonne | Détails | Armoiries composées et dessinées par R.A. Louis et adoptées par la commune en avril 2015.                                                                                            |